# Test di armi nucleari degli Stati Uniti d'America

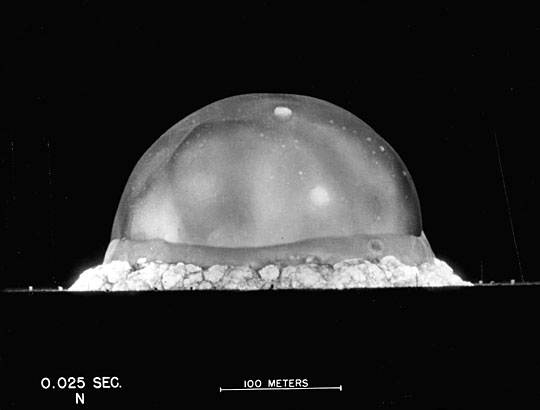
Il test nucleare Trinity, parte del Progetto Alberta, è stato la prima esplosione nucleare della storia.

I test di armi nucleari degli Stati Uniti d'America sono stati portati avanti tra il 1945 e il 1992 come parte della corsa agli armamenti nucleari. Secondo i conteggi ufficiali, gli USA hanno condotto un totale di 1.054 test nucleari, inclusi 216 test atmosferici, subacquei e spaziali. La maggior parte dei test ebbe luogo presso il Nevada Test Site (NNSS/NTS) e i Pacific Proving Grounds, situati nelle Isole Marshall e al largo delle isole Kiribati, nell'Oceano Pacifico, ed in tre altri siti nell'Oceano Atlantico. Altri dieci test ebbero luogo in diversi posti degli Stati Uniti d'America, inclusi l'Alaska, altri luoghi del Nevada a parte l'NNSS/NTS, il Colorado, il Mississippi, e il Nuovo Messico.

## Elenco
| Serie           | Anni di svolgimento                     | Numero di test | Ordigni utilizzati | Ordigni di potenza sconosciuta | Test nucleari non militari | Test non-PTBT | Spettro di potenza (chilotoni) | Potenza totale (chilotoni) | Note |
| --------------- | --------------------------------------- | -------------- | ------------------ | ------------------------------ | -------------------------- | ------------- | ------------------------------ | -------------------------- | --- |
| Alberta         | 1942—1945                               | 3              | 3                  |                                |                            | 3             | Da 15 a 21                     | 57                         | Sezione del Progetto Manhattan dedicata alla costruzione della bomba atomica e al suo utilizzo contro i nemici nella seconda guerra mondiale. |
| Crossroads      | 1946                                    | 2              | 2                  |                                |                            | 2             | 21                             | 42                         | La prima serie di test postbellici. |
| Sandstone       | 1948                                    | 3              | 3                  |                                |                            | 3             | Da 18 a 49                     | 104                        | Il primo utilizzo dei noccioli sospesi realizzati in oralloy. Testati i componenti per la realizzazione della bomba di tipo Mark 4. |
| Ranger          | 1951                                    | 5              | 5                  |                                |                            | 5             | Da 1 a 22                      | 40                         | Primi test svolti presso il Nevada Test Site. Originariamente chiamata "Operazione Faust". |
| Greenhouse      | 1951                                    | 4              | 4                  |                                |                            | 4             | Da 46 a 225                    | 398                        | L'ordigno George costituì la realizzazione di esperimenti fisici collegati alla bomba all'idrogeno; l'Item è stata invece la prima arma a fissione accelerata. |
| Buster-Jangle   | 1951                                    | 7              | 7                  |                                |                            | 7             | Da "bassa" a 31                | 72                         | La prima serie di test ad essere effettuata nel corso di manovre militari (Operazione Desert Rock). |
| Tumbler-Snapper | 1952                                    | 8              | 8                  |                                |                            | 8             | Da 1 a 31                      | 104                        | |
| Ivy             | 1952                                    | 2              | 2                  |                                |                            | 2             | Da 500 a 10.400                | 10.900                     | L'ordigno Mike fu la prima arma termonucleare di potenza pari a più megatoni. |
| Upshot-Knothole | 1953                                    | 11             | 11                 |                                |                            | 11            | Da "bassa" a 61                | 252                        | 18.000 uomini furono esposti, durante l'esercitazione Desert Rock V a una dose equivalente di radiazioni che arrivo fino a 26,6 REM. |
| Castle          | 1954                                    | 6              | 6                  |                                |                            | 6             | Da 110 a 15.000                | 48.200                     | L'ordigno Bravo ispirò la realizzazione dello studio segreto denominato Progetto 4.1 relativo all'effetto del fallout nucleare sulle persone. Il test produsse una potenza pari al 150% di quello che ci si aspettava e conseguentemente il fallout coinvolse un'area ben più vasta delle aspettative.                                                                                   |
| Teapot          | 1955                                    | 14             | 14                 |                                |                            | 14            | Da 1 a 43                      | 167                        | |
| Wigwam          | 1955                                    | 1              | 1                  |                                |                            | 1             | 30                             | 30                         | |
| Progetto 56     | 1955—56                                 | 4              | 4                  |                                |                            | 4             | Da 0 a 0                       | 0                          | Test di sicurezza, indagò sulla possibilità che il danneggiamento di un ordigno potesse portare a un'esplosione nucleare. |
| Redwing         | 1956                                    | 17             | 17                 |                                |                            | 17            | Da "bassa" a 5.000             | 20.820                     | |
| Progetto 57     | 1957                                    | 1              | 1                  |                                |                            | 1             | 0                              | 0                          | Altro test di sicurezza, indagò sulla possibilità che una bomba accidentalmente infiammata (come avrebbe potuto succedere in un incidente aereo) potesse portare a un'esplosione nucleare. |
| Plumbbob        | 1957                                    | 29             | 29                 |                                |                            | 25            | Da 0 a 74                      | 345                        | Incluse il più grande test atmosferico negli Stati Uniti d'America continentali. |
| Progetto 58/58A | 1957                                    | 4              | 4                  |                                |                            | 1             | Da "bassa" a 1                 | 1                          | Altri quattro test di sicurezza. |
| Hardtack I      | 1958                                    | 35             | 35                 |                                |                            | 35            | Da 0 a 9.300                   | 35.628                     | Serie svolta nel Pacific Proving Grounds, incluse tre ordigni sparati ad alta quota nel corso dell'Operazione Newsreel. |
| Argus           | 1958                                    | 3              | 3                  |                                |                            | 3             | 2                              | 4                          | Conosciuta anche come Operazione Floral prima di essere rinominata Argus per motivi di sicurezza. I tre ordigni furono testati nell'Atlantico meridionale, con il tentativo con creare una cintura di energia artificiale nella magnetosfera. |
| Hardtack II     | 1958                                    | 37             | 37                 |                                |                            | 24            | Da 0 a 22                      | 46                         | Il così alto numero di ordigni fu dovuto alla realizzazione di tutti i possibili test in tempo prima che, il 30 ottobre 1958, entrasse in vigore il divieto di esperimento nucleari imposto dal presidente Eisenhower. Inizialmente chiamata "Operazione Millrace" l'operazione fu rinominata HT II quando un comitato scientifico raccomandò "uno stop ai test dopo la serie Hardtack". |
| Nougat          | 1961—62                                 | 44             | 44                 |                                | 1                          | 2             | Da "bassa" a 67                | 357                        | La prima serie di test completamente sotterranei. Incluse il primo ordigno, Gnome, dell'Operazione Plowshare, fatto brillare a Carlsbad, nel Nuovo Messico, in una miniera di sale sotterranea. |
| Sunbeam         | 1962                                    | 4              | 4                  |                                |                            | 4             | Da "bassa" a 2                 | 2                          | Conosciuta anche come Operazione Dominic II. Test di piccole testate tattiche, inclusa la portatile Davy Crockett. Ultima serie di test atmosferici. La parte dell'operazione Sunbeam svolta dall'esercito costituì l'Operazione Ivy Flats. |
| Dominic         | 1962—63                                 | 31             | 31                 |                                |                            | 31            | Da 2 a 8.300                   | 34.640                     | Frigate Bird fu l'unico test operativo di un sistema missilistico accoppiato con una testata attiva. In alcune trattazioni nella serie vengono inclusi anche cinque test ad alta quota conosciuti come Operazione Fishbowl, elencata a parte in questa lista. |
| Fishbowl        | 1962                                    | 11             | 11                 | 4                              |                            | 11            | Da 400 a 1.400                 | 2.205                      | La parte relativa ai test ad alta quota dell'Operazione Dominic. Incluse diversi test falliti a causa di malfunzionamenti dei razzi. |
| Storax          | 1962—63                                 | 47             | 47                 |                                | 3                          | 1             | 1 a 115                        | 585                        | |
| Roller Coaster  | 1963                                    | 4              | 4                  |                                |                            | 4             | 0                              | 0                          | Test relativo alla sicurezza dei trasporti, misurò il rischio di dispersione del plutonio. |
| Niblick         | 1963—64                                 | 41             | 43                 |                                | 4                          |               | Da "bassa" a 249               | 698                        | |
| Whetstone       | 1964—65                                 | 46             | 49                 |                                | 4                          | 1             | Da "bassa" a 51                | 476                        | |
| Flintlock       | 1965—66                                 | 47             | 49                 |                                | 2                          |               | Da "bassa" a 365               | 1.891                      | |
| Latchkey        | 1966—67                                 | 38             | 38                 |                                | 3                          |               | Da "bassa" a 870               | 1.831                      | |
| Crosstie        | 1967—68                                 | 48             | 57                 | 5                              | 4                          | 2             | Da "bassa" a 1.300             | 3.638                      | |
| Bowline         | 1968—69                                 | 47             | 58                 |                                | 2                          | 1             | Da "bassa" a 1.150             | 2.152                      | |
| Mandrel         | 1969—70                                 | 52             | 78                 | 1                              | 2                          |               | Da "bassa" a 1.900             | 5.528                      | |
| Emery           | 1970—71                                 | 16             | 24                 | 2                              |                            |               | Da "bassa" a 220               | 565                        | |
| Grommet         | 1971—72                                 | 34             | 39                 |                                | 1                          |               | Da "bassa" a 4.800             | 5.200                      | Incluse l'ordigno Cannikin, la cui esplosione, della potenza di 5 Mt, è tuttora la più potente mai fatta avvenire sottoterra. In particolare, la bomba fu fatta esplodere nell'isola di Amchitka, nell'arcipelago delle Isole Aleutine. |
| Toggle          | 1972—73                                 | 28             | 35                 |                                | 1                          |               | Da "bassa" a 250               | 958                        | |
| Arbor           | 1973—74                                 | 18             | 20                 |                                |                            |               | Da "bassa" a 150               | 274                        | |
| Bedrock         | 1974—75                                 | 27             | 29                 |                                |                            |               | Da "bassa" a 750               | 2.840                      | |
| Anvil           | 1975—76                                 | 21             | 21                 |                                |                            |               | Da 0 a 1.000                   | 5.993                      | |
| Fulcrum         | 1976—77                                 | 21             | 24                 |                                |                            |               | Da "bassa" a 140               | 635                        | |
| Cresset         | 1977—78                                 | 22             | 23                 |                                |                            |               | Da 0 a 150                     | 1.122                      | |
| Quicksilver     | 1978—79                                 | 16             | 16                 |                                |                            |               | Da 1 a 140                     | 717                        | |
| Tinderbox       | 1979—80                                 | 14             | 14                 |                                |                            |               | Da 1 a 140                     | 452                        | |
| Guardian        | 1980—81                                 | 14             | 14                 |                                |                            |               | Da 1 a 140                     | 322                        | |
| Praetorian      | 1981—82                                 | 19             | 20                 |                                |                            |               | Da 1 a 140                     | 938                        | |
| Phalanx         | 1982—83                                 | 18             | 19                 |                                |                            |               | Da 1 a 143                     | 365                        | |
| Fusileer        | 1983—84                                 | 16             | 16                 |                                |                            |               | Da "bassa" a 150               | 521                        | |
| Grenadier       | 1984—85                                 | 16             | 16                 |                                |                            |               | Da 3 a 150                     | 670                        | |
| Charioteer      | 1985—86                                 | 16             | 16                 |                                |                            |               | Da "bassa" a 140               | 549                        | |
| Musketeer       | 1986—87                                 | 14             | 16                 |                                |                            |               | Da 3 a 150                     | 970                        | |
| Touchstone      | 1987—88                                 | 13             | 15                 |                                |                            |               | Da 2 a 150                     | 696                        | |
| Cornerstone     | 1988-89                                 | 11             | 17                 |                                |                            |               | Da 1 a 150                     | 436                        | |
| Aqueduct        | 1989-90                                 | 10             | 13                 |                                |                            |               | Da "bassa" a 150               | 426                        | |
| Sculpin         | 1990-91                                 | 7              | 9                  |                                |                            |               | Da 2 a 140                     | 478                        | |
| Julin           | 1991-92                                 | 7              | 9                  |                                |                            |               | Da "bassa" a 100               | 172                        | L'ultima serie di test, tagliata dopo la firma del trattato sulla messa al bando totale degli esperimenti nucleari. |
| Totali          | Dal 16 luglio 1945 al 23 settembre 1992 | 1.032          | 1.132              | 12                             | 27                         | 231           | Da 0 a 15.000                  | 196.514                    | La potenza totale è pari al 36,3% della potenza totale di tutti i test nucleari condotti nel mondo. |

1. ↑  Sono inclusi tutti i test aventi il potenziale per generare un'esplosione da fissione o fusione nucleare, inclusi i test a salve, i test falliti e le bombe disarmate incidentalmente ma che erano programmate per essere utilizzate. Non sono invece inclusi i test idronucleari e quelli subcritici e i mancati scoppi di ordigni che sono poi stati successivamente fatti esplodere con successo.
2. ↑  Numero di test che sarebbero stati condotti in violazione del Trattato sulla messa al bando parziale degli esperimenti nucleari del 1963, vale a dire gli atmosferici, gli spaziali e i subacquei. Alcuni test non militari o "a uso pacifico" sulla terraferma che sarebbero stati condotti in violazione del suddetto trattato furono contestati e infine cancellati.
3. ↑  Il termine "bassa" indica valori maggiori di 0 ma inferiori a 0,5 kt.
4. ↑  Alcune potenze sono descritte come "< 20 kt"; si considera quindi nel calcolare totale la metà del valore numerico, nell'esempio sopraccitato si aggiungerebbe quindi al totale un valore di 10 kt. Il valore "potenza sconosciuta" non aggiunge nulla al totale della potenza.